# جاك ماغز (رواية)
جاك ماغز (بالإنجليزية: Jack Maggs)‏ هي رواية للكاتب الأسترالي بيتر كاري، نشرت عام 1997، عن دار نشر يو كيو بي في أستراليا، وفيبر آند فيبر في المملكة المتحدة، وكنوبف في الولايات المتحدة.